# Frets on Fire
Frets on Fire er et finsk musik-spil der ligner Guitar Hero. Det specielle ved spillet er, man selv kan lave sange til det, eller hente sange andre har lavet.
Frets on Fire er udviklet af Unreal Voodoo. Frets on Fire er kodet i programmeringsproget Python  Spillet går ud på at ramme nogle rullende noder, så spilleren får en følelse af, at han/hun spiller guitar-delen af sangen. Med Frets on Fire er det meningen at man står med tastaturet i hånden og bruger det som en guitar. Dog kan guitar-controlleren fra Guitar Hero serien også bruges.
Frets on Fire er gratis, og kan downloades fra spillets hjemmeside Arkiveret 9. maj 2008 hos  Wayback Machine.

## Mods
Det bedste ved Frets on Fire er muligheden for at man kan udvide spillet med "Mods", som  andre brugere har lavet. MFH-ALARIAN MOD bliver kaldt den bedste Mod til Frets on Fire. Denne mod indeholder et Rockband, Guitar Hero 1, Guitar Hero 2 og Guitar Hero 3 tema. Den understøtter både Guitar Heroes og Rockbands forskellige filformater.

## Ekstern henvisning
- Wikimedia Commons har flere filer relateret til Frets on Fire

Specifike Frets On Fire Community's:
- Dansk FoF Arkiveret 24. oktober 2009 hos  Wayback Machine
- Italiensk FoF Arkiveret 9. april 2008 hos  Wayback Machine
- Fransk FoF Arkiveret 3. april 2008 hos  Wayback Machine
- Portugisisk FoF Arkiveret 11. maj 2008 hos  Wayback Machine
- Polsk FoF Arkiveret 31. marts 2008 hos  Wayback Machine
- Spansk FoF Arkiveret 13. maj 2008 hos  Wayback Machine
- Internationalt FoF Arkiveret 21. august 2008 hos  Wayback Machine